# Islas del Golfo
Las islas del Golfo son un archipiélago de islas costeras localizado en el estrecho de Georgia, entre la isla de Vancouver y la costa pacífica de la Columbia Británica, Canadá. 
El nombre «islas del Golfo» deriva del «golfo de Georgia», el nombre que se dio al estrecho de Georgia entre 1800-65. La designación de «golfo», conferida por George Vancouver, era errónea desde el punto de vista de la fisiografía.
En 1974 el gobierno provincial estableció una autoridad administrativa, Islands Trust, para proteger las islas del Golfo y su ecología. Debido al clima agradable de la región, mucha gente acude a visitar y hasta vivir en las islas del Golfo, y el aumento de la población puede amenazar a la ecología. En las islas del Golfo, como en el lado oriental de la isla de Vancouver, quedan algunos lugares donde todavía crecen los robles nativos del litoral pacífico de la América del Norte, Quercus garryana . 
A raíz de las exploraciones llevadas a cabo por navegantes españoles en la región, como la de Juan Francisco de la Bodega y Quadra, algunas de las islas del Golfo llevan nombres de origen español, entre ellas Galiano, Saturna, Valdés y Gabriola. Las islas más pobladas del archipiélago  son la isla Bowen (cerca de la ciudad de West Vancouver) y la isla Saltspring (cerca de la isla Sidney, en la isla de Vancouver).

## Geografía
Las islas del Golfo se suelen dividir en dos grupos, las Meridionales y las Septentrionales. La línea divisoria discurre aproximadamente desde la localidad de Nanaimo, en la isla de Vancouver, y la boca del río Fraser, en el continente. A las islas mayores se puede acceder a través de un transbordador de la B.C. Ferries.  

### Islas del Golfo Meridionales

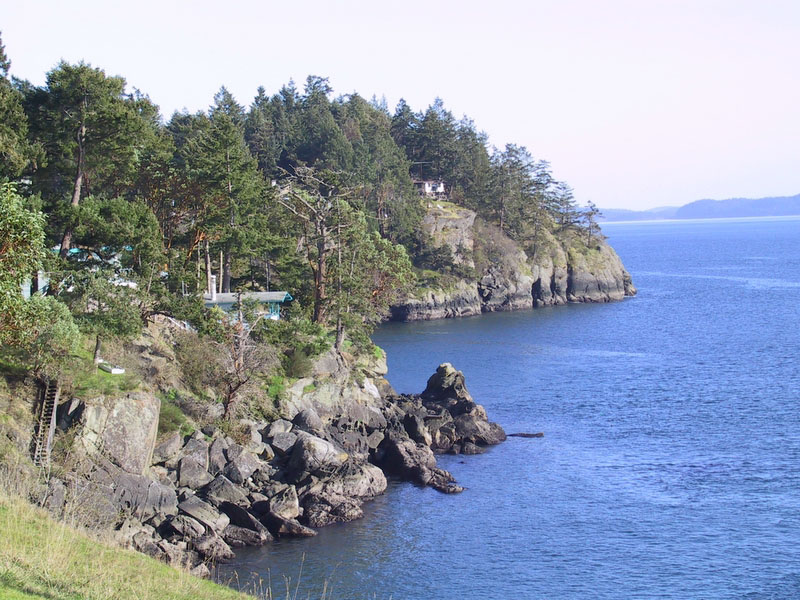
Vista del norte de la Isla Pender.

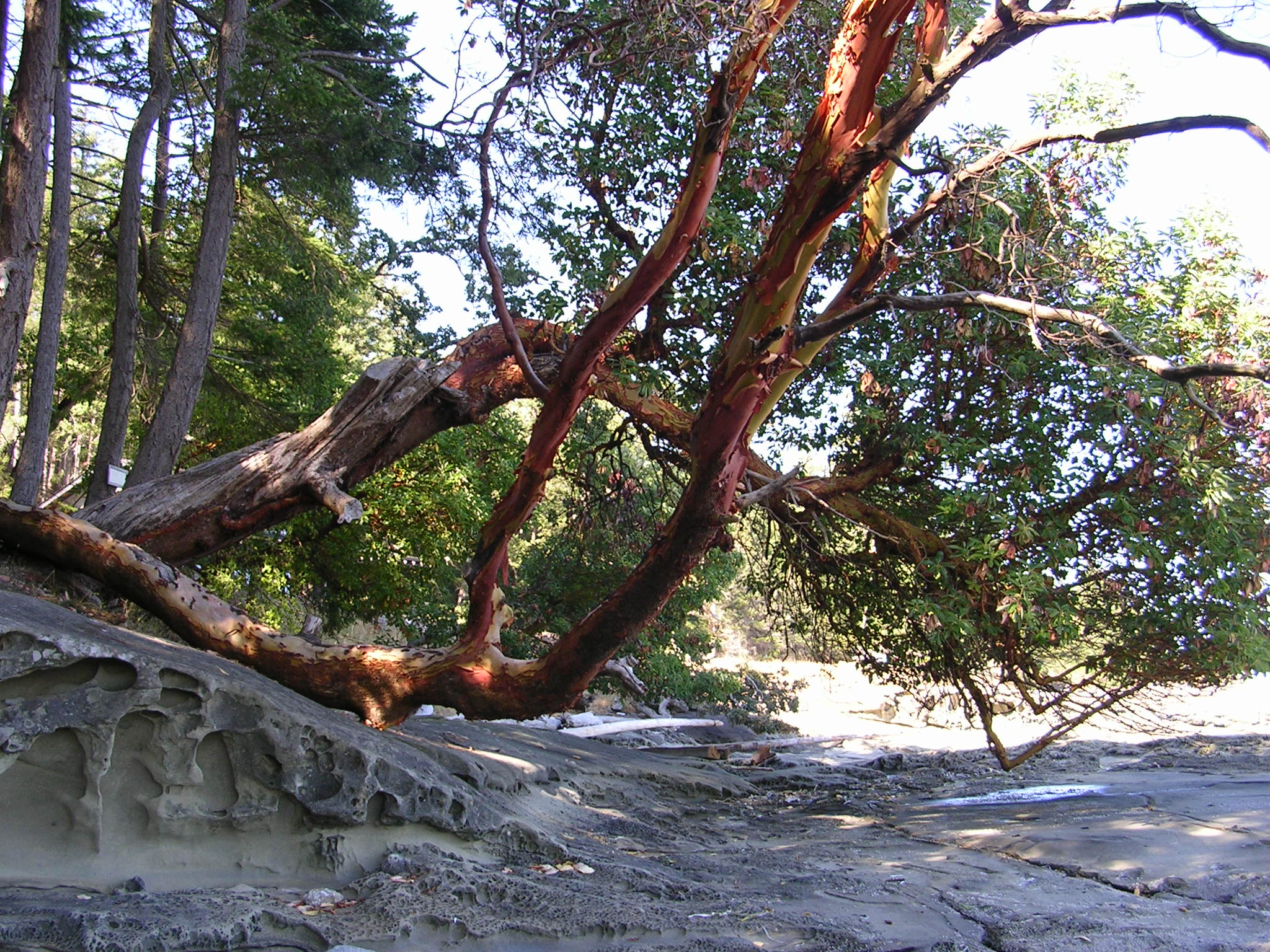
Los Arbutus y playas de arenisca son típicos de las Islas del Golfo.

Las islas del Golfo del Sur o Meridionales (Southern Gulf Islands) incluyen cientos de islas e islotes, formando parte del archipiélago que también incluye las islas San Juan en los Estados Unidos.  Las islas principales son: 
- isla Saltspring, 182,7  km² y una población estimada en 10 500 habitantes en 2008;
- isla Gabriola, con  57,6 km²  y una población de 3 522 habitantes en  2001;
- isla Saturna, con 31 km²;
- isla Galiano, con 27,5 km²  y una población de 1 071 hab. en  2001;
- isla Pender, con 24 km²  y una población estimada en 2 500 habitantes;
- isla Valdés, con 23  km²;
- isla Mayne, con 21 km² y una población estimada en 900 habitantes;
- isla Kuper, con 8,66 km² y una población estimada en 300 habitantes;
- isla Thetis, con una población estimada en 350 habitantes;

### Islas del Golfo Septentrionales
En el grupo de islas del Golfo del Norte o Septentrionales (Northern Gulf Islands), las principales islas son:
- isla Texada, con  301 km²  y una población de 1 129 hab. en  2001;
- isla Lasqueti, con  73,57 km²  y una población de 359 hab. en  2006;
- isla Denman, con 51,03  km²  y una población de 1 016 hab. en  2001;
- isla Hornby, con  22,92 km²  y una población de 1 074 hab. en  2006.